# 一千零一秒
「一千零一秒」是歌手EXILE TAKAHIRO的出道單曲，於2013年6月26日發售。

## 概要
- EXILE TAKAHIRO的出道單曲，分「CD+DVD」跟「CD ONLY」兩版本發售。初回限定版封入6折12頁的日文歌詞本。
- CD收錄4首新曲跟其純音樂版本共8曲。DVD收錄「一千零一秒」的音樂錄影帶和幕後花絮。
- 單曲的封面，內頁寫真以及音樂錄影帶皆由蜷川實花所拍攝。
- 標題曲「一千零一秒」由曾為放浪兄弟寫下「Bloom」等名曲的小竹正人填詞。而3首c/w曲則全由TAKAHIRO親自填詞。
- c/w曲「with...」為放浪兄弟的MATSU跟AKIRA出演的NTT Communications「050 plus」廣告歌。

## 收錄曲
CD
1. 一千零一秒（一千一秒）
作詞：小竹正人 / 作曲：Yuuki Odagiri (Vainr) / 編曲：中野雄太
日本電視台「SUKKIRI!!」6月度片尾曲
第一興商「SmartDAM」廣告歌
WOWOW 連續劇「沒有鑰匙的夢」主題曲
2. with...
作詞：TAKAHIRO / 作曲・編曲：|Masaaki Asada
NTT Communications「050 plus」廣告歌
3. 初二之月（二日月）
作詞：TAKAHIRO / 作曲・編曲：COZZi
4. 約定的天空（約束の空）
作詞：TAKAHIRO / 作曲：Tatsuro Mashiko / 編曲：Daisuke Kahara
5. 一千零一秒 (Instrumental)
6. with... (Instrumental)
7. 初二之月 (Instrumental)
8. 約定的天空 (Instrumental)

DVD
1. 一千零一秒 (Video Clip 音樂錄影帶)
2. 一千零一秒 (Making 幕後花絮)

## 備註
1. ↑  日本レコード協会調べ 2013年6月度ゴールドディスク認定作品
2. ↑  レコード協会調べ　2014年1月度有料音楽配信認定作品 的存檔，存档日期2015-09-29.

## 外部連結
- 一千零一秒 特設網站 （页面存档备份，存于）